# حرس الاقتحام
حرس الاقتحام (بالإسبانية: Guardia de Asalto)‏ هي القوة الاحتياطية الثقيلة لقوة الشرطة الحضرية ذات اللون الأزرق في إسبانيا خلال الجمهورية الإسبانية الثانية. وحرس الاقتحام من وحدات الشرطة الخاصة التي أنشأتها الجمهورية الإسبانية سنة 1931 للتعامل مع العنف في المناطق الحضرية.
كان عددهم في بداية الحرب الأهلية الإسبانية حوالي 18,000 عنصر. بقي حوالي 12,000 من الموالين للحكومة الجمهورية، بينما انضم 5000 آخرين إلى فصيل المتمردين. قاتلت العديد من وحداتها ضد جيوش فرانكو وحلفائه. أدى انحيازهم لحكومة الجمهورية الإسبانية السابقة إلى حل السلك في نهاية الحرب الأهلية. ومن نجا من عناصر حرس الاقتحام من المعارك والتطهير الفرانكوني الذي تلا ذلك أصبحوا جزءًا من فيلق الشرطة المسلحة (بالإسبانية: Policía Armada)‏ الذي حل محله.

## البداية
في أعقاب الإطاحة بالنظام الملكي الإسباني في أبريل 1931، أنشأ النظام الجمهوري الجديد حرس الاقتحام ليكون شرطة وطنية مسلحة على غرار الدرك لاستخدامه لقمع الاضطرابات في المناطق الحضرية. فقد صممت تلك القوة المسلحة والمدربة لهذا الغرض لتوفير قوة أكثر فعالية لواجبات الأمن الداخلي من الشرطة العادية أو الجيش القائم على التجنيد. فمنذ إنشاء الحرس المدني سنة 1844 الذي بلغ قوامه 25000 فرد ليتم الاستعانة به في المدن الكبرى في حالة الاضطرابات، لكن هذه القوة الريفية الفعالة -التي ضمت ضباطًا من الجيش النظامي واعتماد القمع- لم ينل تعاطف شعبي في الجمهورية الجديدة ولا في أي مناسبة خاصة في عملياته الحضرية.
قام وزير الداخلية ميجيل مورا بإعادة تنظيم عناصر من الشرطة الحالية لتصبح قوة أمنية جمهورية أكثر تسليحًا للخدمة في المدن، تاركة الريف إلى الحرس المدني. والخطوة الأولية أنشئت سرايا الطلائع Compañías de Vanguardia. ثم أعيد تصميمها لاحقًا باسم قسم حرس الاقتحام. كجزء من إصلاح فيلق الأمن أنها وفرت وسيلة للسيطرة على المظاهرات الجماهيرية. مماثلة في وظيفة لمكافحة الشغب الحديثة. وفي سنة 1932 تمت إعادة تسمية فيلق الأمن إلى فيلق الأمن والاقتحام.

## الحرب الأهلية
لعب حرس الاقتحام دورًا مهمًا في الحفاظ على الجمهورية خلال المراحل الأولى من التمرد العسكري الذي فتح الحرب الأهلية الإسبانية، وعلى الأخص من خلال المساعدة في سحق انتفاضة الجيش في برشلونة ومن خلال مساهماتهم البطولية في الدفاع عن مدريد، حيث فعلوا حصة غير متناسبة من كل من القتال والموت. كما لاحظ أحد نشطاء حزب العمال من التوحيد الماركسي (POUM) الذي شارك أيضًا في حصار مدريد:
وكان حرس الحدود (بالإسبانية: Carabineros)‏ وحراس الاقتحام هما أقل قوى الشرطة الإسبانية تأييدا لانقلاب 1936. وعندما بدأت الحرب الأهلية، بقي حوالي 70٪ من حراس الاعتداء موالين للجمهورية الإسبانية. أما في قوة الحرس المدني فقد انقسم على نفسه بين الموالين والمتمردين بالتساوي 50٪، على الرغم من أن أعلى سلطة في تلك الإدارة وهو المفتش العام سيباستيان بوزاس ظل مواليا لحكومة الجمهورية.

## الرتب
قبل الحرب الأهلية كانت النجوم الفضية الثمانية والسداسية جزءًا من الزي الرسمي للضباط في حرس الاقتحام. ولكن بعد محاولة انقلاب يوليو 1936 أعيد تنظيم قوات الجمهورية الإسبانية المسلحة، بحيث أدخلت بعض التغييرات وبسطت الرتب.
استبدلت النجوم الفضية ذات الثمانية الأضلاع والسداسية التي كانت يتقلدونها سنوات 1931 و 1936 وحل محلها نجمة حمراء خماسية.

### الضباط
| إسبانيا (1931–1936) |      |      |      |       |         |
| عقيد                | مقدم | قائد | نقيب | ملازم | ألفاريز |

### رتب الأفراد
| إسبانيا (1931–1936) |       |       |          |      |      |          |      |
| ملازم فرعي          | مساعد | مساعد | رقيب أول | رقيب | عريف | حارس أول | حارس |

### الضباط (الحرب الأهلية)
| إسبانيا (1936–1939) |      |      |      |       |         |
| عقيد                | مقدم | قائد | نقيب | ملازم | ألفاريز |

### رتب الأفراد (الحرب الأهلية)
| إسبانيا (1936–1939) |      |      |      |
| مساعد               | رقيب | عريف | حارس |